# Eolambia caroljonesa
Eolambia caroljonesa és una espècie de dinosaure iguanodont que va viure al Cretaci superior. Les seves restes fòssils, consistents en esquelets parcials, s'han trobat a Utah, EUA. Eolambia caroljonesa va ser descrita per James Ian Kirkland, l'any 1998.

## Descoberta

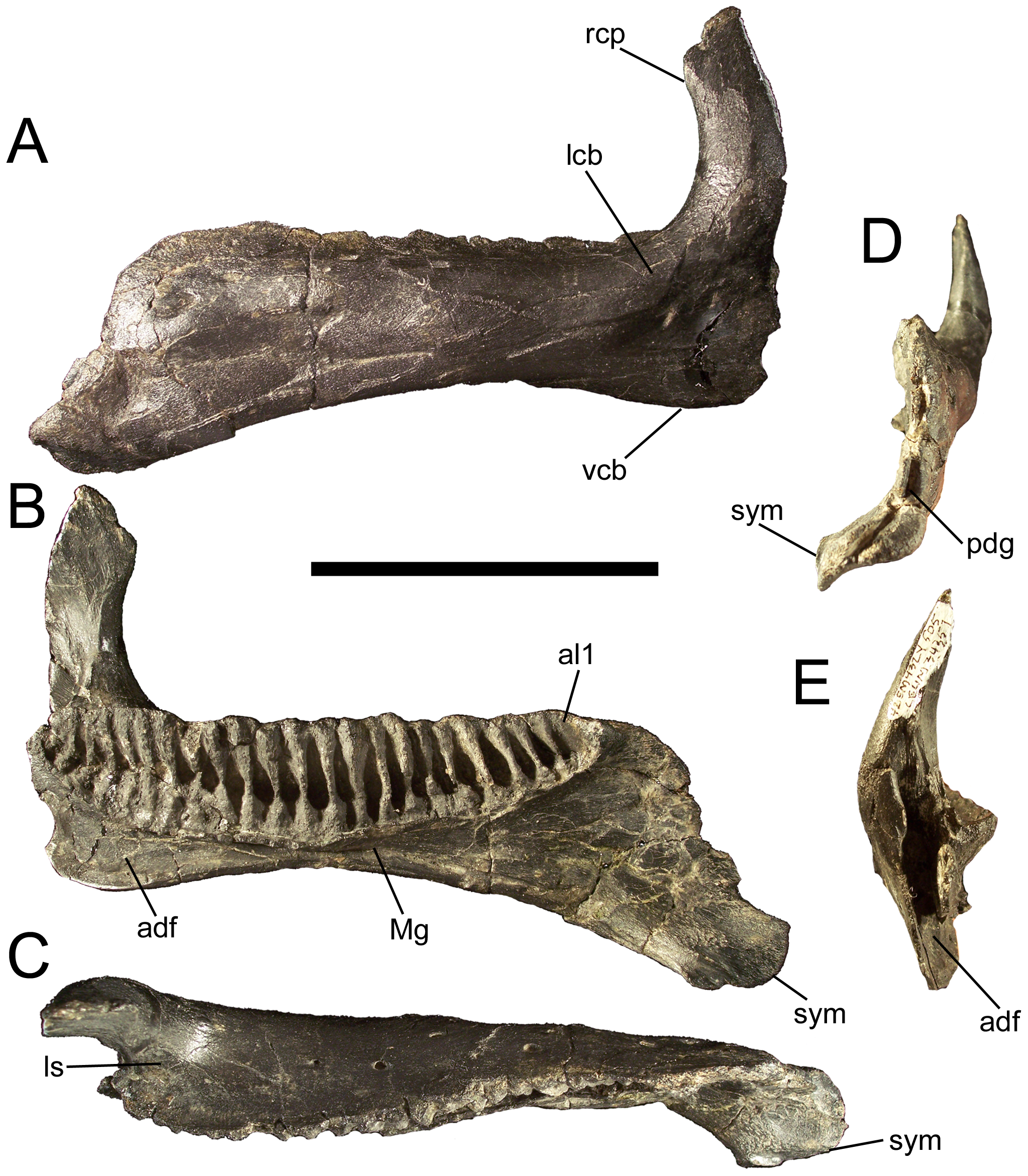
Espècimen dentari CEUM 34357

L'any 1992 Carole Jones i el seu marit Ramal Jones van descobrir a prop de Castle Dale, al comtat d'Emery, Utah, al San Rafael Swell Anticline, un jaciment de fòssils que s'anomenaria Cantera de Carol (sic) en el seu honor. Entre els fòssils d'aquest jaciment s'hi van trobar les restes d'un euornitòpode reportat per James Ian Kirkland l'any 1994. Basant-se en aquests fòssils, l'espècie tipus Eolambia caroljonesa va ser anomenada per Kirkland l'any 1998. El nom genèric prové del grec eos/ἠώς que vol dir "alba" o "matí", volent dir "primitiu". El sufix Lambia fa referència a Lawrence Lambe, paleontòleg canadenc, el nom del qual va ser donat al lambeosaure. En conjunt, el nom del gènere vol dir "lambeosaurí de l'alba (o primitiu)". El nom específic fa honor a Carole Jones. El gènere i l'espècie es coneixien de manera informal abans de la publicació com a Eohadrosaurus caroljonesi, el nom final el va suggerir Michael Skrepnick.
L'espècimen holotip, CEUM 9758, va ser trobar al membre de Mussentuchit de la formació de Cedar Mountain i probablement data del Cenomanià, de fa uns 98,5 milions d'anys, tot i que estimacions més antigues li atribueixen una antiguitat que es remunta a l'Albià superior. Consisteix en un crani parcial. S'han recuperat esquelets parcials d'exemplars adults i joves juntament amb embrions i ous. Els paratips són CEUM 5212, CEUM 27749 i CEUM 24389. Espècimens que s'han relacionat amb l'espècie inclouen OMNH 28919, OMNH 28511, OMNH 27749 i OMNH 04202. Les troballes almenys representen onze individus i la majoria dels elements de l'esquelet.

## Descripció
El crani de l'holotipus presenta una llargària de prop d'un metre i, a partir d'això, Kirkland va inferir la longitud total del cos en nou metres. El crani és relativament pla i allargat. L'any 2010, Gregory S. Paul va calcular la llargària del cos en sis metres i el pes en una tona.

## Classificació
Originalment, Kirkland va assignar Eolambia a la família dels hadrosàurids, considerant-lo el membre més basal dels lambeosaurins. Posteriorment es van fer altres anàlisis que van mostrar que Eolambia era una membre basal dels hadrosauroïdeus, fora dels hadrosàurids. Estava estretament emparentat amb el probactrosaure.